# Житосвят
Житосвя̀т е село в Югоизточна България, община Карнобат, област Бургас.

## География
Село Житосвят се намира на около 41 km запад-югозападно от центъра на областния град Бургас, около 20 km южно от общинския център град Карнобат и около 22 km северозападно от град Средец. Разположено е по полегат южен склон на хълм от югоизточните склонове на Хисаро-Бакаджишкия праг при прехода му към Бургаската низина. Надморската височина в центъра на селото при църквата е около 176 m. Общият наклон на терена е на юг, към течащата на около 5 km от селото Господаревска река, в която се оттичат водите на множеството прорязващи землището на селото дерета: Коручешменското дере – най-западното дере, граничещо със селата Правдино и Добриново, Хутулското дере – на километър източно от Коручешменското дере, Кочина дере, Орлешки камък, селското дере, Карабаютското дере и Манастирското дере, което приема водите си от „Касаджиковия кайнак“.
През Житосвят минава третокласният републикански път III-795, който на юг води през село Малина, през кръстовище с второкласния републикански път II-53 и през село Драка към връзка с второкласния републикански път II-79 (Елхово – Бургас), а на север през селата Екзарх Антимово и Драганци и след пътен възел с автомагистрала Тракия продължава до връзка западно от Карнобат с първокласния Подбалкански път. Общински път от Житосвят на запад води през селата Добриново и Сан-Стефано до село Железник.
Землището на село Житосвят граничи със землищата на: село Екзарх Антимово на север; село Черково на североизток; село Орлинци на изток; село Малина на юг; село Правдино на югозапад; село Добриново на запад.
В землището на Житосвят има 4 язовира.

## История
След Руско-турската война 1877 – 1878 г., по Берлинския договор 1878 г. селото остава в Източна Румелия; присъединено е към България след Съединението през 1885 г.
Селото с дотогавашно име Джумалѝи е преименувано през 1934 г. на Хаджѝ Марѝново, през 1943 г. – на Житосвèт, а през 1966 г. – на Житосвя̀т
През 1878 – 1879 г. в село Джумалии (Житосвят) стара турска къща е ремонтирана и приспособена за параклис, който носи името „Свети Йоан Кръстител“. В този параклис се служи до построяването на новата църква през 1935 – 1936 г, която също носи името „Свети Йоан Кръстител“.
Училище в селото има от 1879 г. до 1958 г.

## Население
Населението на село Житосвят наброява 1437 души при преброяването към 1934 г. и 1485 към 1946 г., намалява до 371 към 1985 г. и 104 (по текущата демографска статистика за населението) към 2021 г.

### Етнически състав
Преброяване на населението през 2011 г.
Численост и дял на етническите групи според преброяването на населението през 2011 г.:
|                     | Численост |
| Общо                | 92        |
| Българи             | 91        |
| Турци               | -         |
| Цигани              | -         |
| Други               | -         |
| Не се самоопределят | -         |
| Неотговорили        | -         |

## Обществени институции
Село Житосвят към 2022 г. е център на кметство Житосвят.
В село Житосвят към 2022 г. има:
- православна църква „Свети Йоан Предтеча“;[13]
- пощенска станция.[14]

## Културни и природни забележителности
Южно покрай Житосвят са видими очертанията на Еркесията.